# Датунашвили, Давид
Давид Датунашвили (груз. დავით დადუნაშვილი, родился 27 января 1982 года в Кутаиси) — грузинский регбист, выступавший на позиции пропа (столба).

## Биография

### Клубная карьера
Давид начал заниматься регби в возрасте 14 лет, последовав совету школьного друга, а в 2000 году почти случайным образом оказался во Франции. Из-за визовых проблем его регбийный дебют откладывался на некоторое время. Всю свою профессиональную карьеру он провёл во Франции, выступая за клубы дивизиона Федераль 1 «Ним», «Валанс Спортиф», «Масси» и «Перигё» (всего 154 матча в Федераль 1). В составе команды «Тарб» выступал в Про Д2 в сезоне 2012/2013, а в сезоне 2013/2014 выиграл с командой «Масси» дивизион Федераль 1 и вышел в Про Д2 (в Про Д2 всего отыграл 52 игры). В сезоне 2018/2019 перешёл в клуб «Бове». По своим словам, Давид не ожидал отыграть долго с тех пор, как пришёл туда перед сезоном 2006/2007.

### Карьера в сборной
В составе сборной Грузии сыграл 28 матчей, дебютировал 6 сентября 2003 года в игре в Асти против Италии. Давид занёс 9 попыток в сборной, набрав 45 очков, и вошёл в историю как автор первой грузинской попытки на чемпионатах мира: 24 октября 2003 года в Сиднее в игре против ЮАР (поражение 19:46) он заземлил мяч в зачётке «Спрингбокс», но после игры не сразу понял, что вообще сотворил. Попытка для Грузии стала единственной попыткой «лелос» на том Кубке мира. Сыграл с командой 29 матчей и набрал 45 очков. Последнюю игру отыграл 20 июня 2010 года на Кубке наций IRB против Румынии в Бухаресте. В том же году был приглашён на приём президентом Грузии Михаилом Саакашвили после победы над Россией — тот матч из-за политической напряжённости был проведён в Трабзоне.

### Стиль игры
По словам Виктора Дидебулидзе, тренера Давида, тот на поле никогда не избегал не только регбийных схваток, но и потасовок и драк по ходу игры, вследствие чего у Давида были постоянные проблемы с дисциплиной.

### Личная жизнь
Супруга — Гванца, дочь — Нино.